# Durban-sur-Arize
Durban-sur-Arize település Franciaországban, Ariège megyében. Lakosainak száma 179 fő (2022. január 1.). Durban-sur-Arize Allières, La Bastide-de-Sérou, Castelnau-Durban, Le Mas-d’Azil és Montseron községekkel határos.

## Népesség
A település népességének változása:
| Lakosok száma | 183  | 135  | 142  | 150  | 175  | 176  | 185  | 178  | 174  | 179  |
|               | 1968 | 1982 | 1990 | 2006 | 2013 | 2015 | 2017 | 2019 | 2020 | 2022 |